# Hà Xuân Trường
Hà Xuân Trường (tên thật là Hà Nghệ; 1924 - 2006) là nhà lý luận, phê bình văn học, chính trị gia Việt Nam, được tặng Giải thưởng Hồ Chí Minh về Văn học Nghệ thuật vào năm 2000. Ông đã từng giữ các chức vụ: Ủy viên dự khuyết Ban Chấp hành Trung ương Đảng Cộng sản Việt Nam khóa V, khóa VI (1982 – 1991); Tổng biên tập Tạp chí Cộng sản (1986 – 1991); Trưởng ban Văn hóa Văn nghệ Trung ương (1982 – 1986).

## Tiểu sử
Hà Xuân Trường (tên thật là Hà Nghệ) sinh ngày 13 tháng 09 năm 1924 tại xã Đức Vịnh, huyện Đức Thọ, tỉnh Hà Tĩnh.
Hà Xuân Trường tham gia cách mạng từ năm 1944. Ông đã trải qua các chức vụ: Ủy viên thường vụ Việt Minh tỉnh Hà Tĩnh (1945 – 1947); Thư ký tòa soạn báo Sự thật (1947 – 1951); Ủy viên Ban biên tập báo Nhân Dân (1951 – 1957); Học viên cao cấp trường Đảng Cộng sản Liên Xô (1957 – 1961); Vụ trưởng Vụ Văn nghệ, Ban Tuyên huấn Trung ương (1963 – 1965); Thứ trưởng Bộ Văn hóa (1965 – 1982); Chủ tịch Hội điện ảnh Việt Nam (1969 – 1981); Ủy viên dự khuyết Ban Chấp hành Trung ương Đảng Cộng sản Việt Nam khóa V và khóa VI (1982 – 1991); Trưởng ban Văn hóa, văn nghệ Trung ương (1982 – 1986); Tổng biên tập Tạp chí Cộng sản (1986 – 1991). Phó Chủ tịch Ủy ban toàn quốc Liên hiệp các Hội Văn học Nghệ thuật Việt Nam (1995 – 2000).
Ông là hội viên Hội Nhà văn Việt Nam từ năm 1962.
Ông mất ngày 12 tháng 06 năm 2006 tại Hà Nội.

## Sự nghiệp
Ông là người tích cực đấu tranh truyền bá và thực hiện đường lối quan điểm văn nghệ của Đảng Cộng sản Việt Nam.
Ông đã được Nhà nước Việt Nam tặng thưởng Huân chương Ðộc lập hạng Nhất, Huân chương Kháng chiến hạng nhất, Huân chương Kháng chiến chống Mỹ, cứu nước hạng nhất, Huy hiệu 50 năm tuổi Đảng.
Năm 2000, ông được tặng Giải thưởng Hồ Chí Minh về văn học nghệ thuật với các các tác phẩm lý luận: Đường lối văn nghệ của Đảng – Vũ khí – Trí tuệ - Ánh sáng, Sự nghiệp văn hóa văn nghệ dưới ánh sáng Đại hội Đảng V, Trên một chặng đường, Văn học – Cuộc sống – Thời đại.

## Tác phẩm chính
- Thửa ruộng vỡ hoang (truyện ký, 1955)
- Mấy vấn đề văn nghệ (lý luận, 1966)
- Tìm hiểu văn nghệ (nghiên cứu, 1966)
- Vì một nền văn học mới Việt Nam (1971)
- Đường lối văn nghệ của Đảng, vũ khí – trí tuệ – ánh sáng (1975)
- Dưới ánh sáng Đại hội IV của Đảng (1978)
- Tiếp tục đấu tranh xóa bỏ tàn dư văn hóa thực dân mới (1979)
- Sự nghiệp văn hóa văn nghệ dưới ánh sáng đại hội V (1983)
- Trên một chặng đường (1980)
- Văn học – cuộc sống – Thời đại (1986)
- Văn hóa, khái niệm và thực tiễn (1994)
- Tuyển tập Hà Xuân Trường (tuyển tập nghiên cứu, lý luận, phê bình, 1994)
- Hữu nghị Việt – Nhật (1995)
- Không có một thời như thế (1998)
- Con đường chân lý (2001)
- Theo Bác một chặng đường (2002).

Nguồn:

## Vinh danh
- Giải thưởng Hồ Chí Minh về Văn học Nghệ thuật năm 2000.

### Khen thưởng
- Huân chương Ðộc lập hạng Nhất
- Huân chương Kháng chiến hạng Nhất
- Huân chương Kháng chiến chống Mỹ, cứu nước hạng Nhất
- Huy hiệu 50 năm tuổi Đảng.